# Smeringochernes salomonensis
Smeringochernes salomonensis är en spindeldjursart som beskrevs av Beier 1964. Smeringochernes salomonensis ingår i släktet Smeringochernes och familjen blindklokrypare. Inga underarter finns listade i Catalogue of Life.